# Gottfried Schapper
Gottfried Immanuel Schapper (* 16. Dezember 1888 in Groß Möringen, Landkreis Stendal; † 5. September 1962 in Hamburg) war ein deutscher Abhörspezialist, leitender Beamter und von 1943 bis 1945 Leiter des sogenannten Forschungsamtes des Reichsluftfahrtministeriums, eines Nachrichtendienstes.

## Leben
Schapper war Sohn des evangelischen Pastors Karl Schapper und Enkel des Theologen Karl August Schapper. Er wuchs im Kreis von sieben Geschwistern auf. Sein ältester Bruder (Sohn aus erster Ehe des Vaters) war der Widerstandskämpfer gegen den Nationalsozialismus Karl Schapper, sein jüngster (wie Gottfried aus zweiter Ehe) der Propst Helmut Schapper.
Gottfried Schapper wurde 1910 Fahnenjunker und Leutnant im Eisenbahn-Regiment Nr. 2 in Hanau und 1913 zu den Funkern versetzt. Im Ersten Weltkrieg war er sowohl an der West- als auch an der Ostfront im Einsatz. Von 1916 bis 1917 leitete er eine Funkabteilung der Obersten Heeresleitung und war dort Direktor eines kryptographischen Büros, das nach Schappers Angaben die Bezeichnung „Geheimwissenschaft 1. Abt.“ trug und für das Abfangen, Dechiffrieren und Auswerten aller mit technischen Mitteln erreichbaren militärischen und politischen Nachrichten zuständig war. 1919 wurde er im Range eines Hauptmanns aus dem Militärdienst entlassen.
In der Folgezeit musste Schapper verschiedenen Beschäftigungen nachgehen, um sein Überleben zu sichern, unter anderem dem Straßenverkauf von Zeitungen und anderer Dinge. 1920 wurde er Sekretär der Nationalen Vereinigung in Berlin und war Teilnehmer am Kapp-Putsch. Im gleichen Jahr zog er nach München und trat in die NSDAP ein, die er nach dem gescheiterten Hitlerputsch 1923 wieder verließ. Von 1920 bis 1927 arbeitete er als Geschäftsführer für nationale Organisationen, Vereine, Firmen und Zeitungen.
Ab 1927 war er, nun wieder in Berlin, Verwaltungsbeamter und Abteilungsleiter in der Chiffrierabteilung des Oberkommandos der Wehrmacht unter Wilhelm Fenner, das er 1933 verließ, weil er unzufrieden mit den nach seiner Ansicht inkompetenten Methoden dort war.
1931 war er erneut der NSDAP bei (Mitgliedsnummer 536.206) beigetreten. Von 1933 bis 1937 oder 1938 war er Mitglied der SS (Mitgliedsnummer 82.491) und hatte den Rang eines SS-Hauptsturmführers. 1945 erklärte er, er habe die SS damals verlassen, weil diese seine christlichen Weltanschauung nicht akzeptiert habe.
Im Jahre 1933 wandte er sich an Hermann Göring, den er noch gut aus dem Ersten Weltkrieg kannte, und wurde Leiter einer Abteilung, später Leiter einer Hauptabteilung des damals unter der Görings Leitung gegründeten Forschungsamtes, eines Nachrichtendienstes, der nur dem Namen nach dem Reichsluftfahrtministerium zugeordnet war. Vom 12. Oktober 1943 bis 8. Mai 1945 war Schapper dessen Leiter. Er stieg dabei zum Ministerialdirektor auf. Während seiner Leitung war er zu Beginn in Berlin tätig und, nach der weitgehenden Zerstörung der Zentrale durch Bomben, in den Ausweichquartieren des Amtes in Breslau und später Kaufbeuren. Er wurde im Mai 1945 nahe Rosenheim durch das Counter Intelligence Corps verhaftet, nach Rosenheim, Salzburg und Augsburg gebracht und durch das Target Intelligence Committee verhört. Schapper lebte danach bis zu seinem Tod in Hamburg.
Er war seit dem 26. November 1919 mit Marie Charlotte Helene, geb. Dünnemann, aus Bremen verheiratet und hatte mit ihr einen 1934 in Berlin geborenen Sohn.